# Fanni
Pour les articles ayant des titres homophones, voir Fani et Fanny.
Fanni est un prénom hongrois ou finlandais féminin.

## Personnalités portant ce prénom
- Pour l'ensemble des articles sur les personnes portant ce prénom, consulter :
  - la liste des articles dont le titre commence par ce prénom
  - les listes produites par Wikidata : Liste des personnes de prénom « Fanni » — même liste en incluant les éventuels prénoms composés qui contiennent « Fanni ».